# Seth Morrison
Jacob Seth Morrison (n. 19 februarie 1988) este un muzician american, chitarist al fomației christian rock Skillet. El s-a alăturat formației în aprilie 2011, ca urmare a plecării lui Ben Kasica, după o ceartă între membrii formației și Ben.

## Istoric evoluții
3PO — 2001–2004
- Chitarist

Justifide — 2004–2006
- Chitarist de turnee

Everlasting Fire — 2006–2008
- Chitarist

Our Heart's Hero — 2009–2010
- Chitarist de turnee și back vocalist

The Crabb Family / Crabb Revival — 2009–2011
- Chitarist principal

Skillet — 2011–prezent
- Chitarist